# Kyle McKinstry
Kyle McKinstry (Tandragee, 10 november 1986) is een Brits dartspeler uit Noord-Ierland.
In 2017 won McKinstry de Hal Masters en de Northern Ireland Open. Hij plaatste zich voor het BDO World Darts Championship 2018 als nummer 17 van de BDO-ranglijst, maar verloor in de eerste ronde met 3-2 van Richard Veenstra uit Nederland. In 2018 won Mckinstry de British Pentathlon en de England Open. Ook kwalificeerde hij zich opnieuw voor het BDO World Darts Championship 2019 en versloeg Chris Landman uit Nederland met 3-2 in de eerste ronde. In de tweede ronde won hij van David Cameron uit Canada met 4-3. In de kwartfinale verloor hij van Glen Durrant uit Engeland met 2-4.
In 2020 behaalde McKinstry bij de andere dartsbond, de PDC, een goed resultaat door de laatste 16 te halen op de UK Open 2020. Hierin verloor hij van Dimitri van den Bergh. In 2020 werd McKinstry betrapt op matchfixing tijdens een online toernooi. Hij werd voor 8 jaar geschorst door de PDC.

## Resultaten op Wereldkampioenschappen

### BDO
- 2018: Laatste 32 (verloren van Richard Veenstra met 2-3)
- 2019: Kwartfinale (verloren van Glen Durrant met 2-4)

### WDF
- 2019: Laatste 128 (verloren van Daniel Day met 1-4)